# Якобея лжеарниковая
Якобея лжеарниковая (лат. Jacobaea pseudoarnica) — вид растений из рода Якобея, семейства астровых (Asteraceae). Ранее относился к роду Крестовник.

## Описание

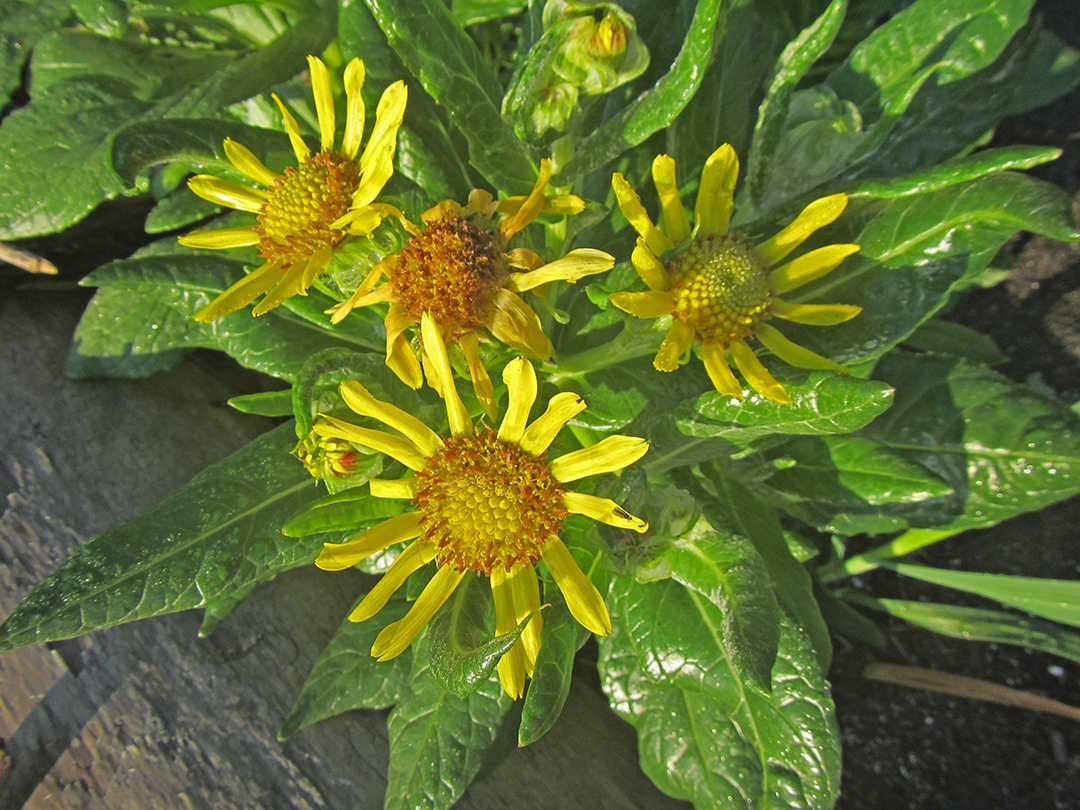

Многолетнее травянистое растение до 70 см высотой. Корневище толстое, укороченное, с многочисленными тонкими корнями.
Стебли прямые, простые, полые; в нижней части голые, в верхней — паутинисто опушённые.
Прикорневые и нижние листья рано отмирающие; средние и верхние мясистые, продолговатые или яйцевидные, реже ланцетные, 8—25 см длиной и 2,5—9 см шириной; сверху зелёные, голые, снизу беловатые, рыхло опушённые; по краю неравнозубчатые.
Корзинки 3,5—5 см в диаметре, собраны в щитковидное соцветие. Цветоносы опушённые или почти голые; в начале цветения короткие, затем удлиняются. Цветки жёлтые; краевые — язычковые (15—24 мм длиной и 3—5 мм шириной), цветки диска трубчатые, с венчиком 6—8 мм длиной.
Семянки 5—8 мм длиной, голые, блестящие, серые или светло-бурые, с беловатым хохолком.

## Распространение и экология
Вид распространён в Японии, Китае, Северной Америке. В России — на территории Дальнего Востока.
Растёт на приморских песках и галечниках, в долинах рек может заходить вглубь материка.

## Значение
Лекарственное растение. Во всех частях содержатся алкалоиды, в траве — кумарины. В народной медицине отвар травы использовался как мочегонное, кровоостанавливающее и антисептическое средство.